# Spinoliella nomadoides
Spinoliella nomadoides är en biart som först beskrevs av Maximilian Spinola 1851.  Spinoliella nomadoides ingår i släktet Spinoliella och familjen grävbin. Inga underarter finns listade i Catalogue of Life.